# Житіє Олександра Невського (фільм)
«Житіє Олександра Невського» (рос. Житие Александра Невского)  — радянський історичний художній фільм 1991 року про останні дні Олександра Невського.

## Сюжет
Останні дні життя князя Олександра, який повертається з Орди у Володимир. Під час шляху князю стає погано. Часом до нього повертається свідомість — і минуле не дає спокою…

## У ролях
- Анатолій Горгуль —  князь Олександр Невський
- Віктор Поморцев —  отець Тавріон
- Вацлав Дворжецький — митрополит Кирило
- Асанбек Умуралієв —  хан Батий
- Олександр Ческідов —  Протасій
- Юрій Алексєєв — епізод
- Петро Юрченков — епізод
- Людмила Карауш — епізод
- Есболган Отеулінов —  хан Берке
- Сергій Сметанін — епізод
- Ментай Утепбергенов — епізод
- Олексій Горбунов — епізод

## Знімальна група
- Режисер — Георгій Кузнецов
- Сценаристи — Георгій Кузнецов, Борис Шустров
- Оператор — Георгій Майєр
- Композитор — Володимир Лебедєв
- Художник — Валерій Лукінов